# Amnezia (Samurai Jack)
„Amnezia” este al patruzeci și cincilea episod al serialului de desene animate Samurai Jack.

## Subiect
Scoțianul călătorește pe un vapor plin de lepădături. Când comandă o băutură răcoritoare, îl recunoaște în persoana picolului chiar pe Jack, îmbrăcat în livreaua personalului de bord. Dar stupoare, Jack nu îl recunoaște, ba chiar pretinde că el nici măcar nu e Jack, ci un oarecare Brent. Scoțianul încearcă zadarnic să-l convingă de contrariul. Între timp, mai mulți vânători de recompense se alertează și îl recunosc pe Jack, astfel încât Scoțianul este nevoit să arunce în aer vaporul cu una din nelipsitele-i grenade și să se salveze în apă cu așa-zisul Brent în spate.
Scoțianul se pune voinicește pe înotat. Deodată din apă ies niște pești mari călăriți de niște oameni-pești. Aceștia încep să bolborosească ceva neînțeles, dar așa-zisul Brent înțelege ce spun, și anume că vor să-i mulțumească lui Jack pentru că îi salvase de gărzile lui Aku. După care oamenii-pește se scufundă și îi lasă pe cei doi așa cum îi găsiseră.
În cele din urmă cei doi ajung la mal și Scoțianul descoperă o cicatrice încă proaspătă pe pieptul așa-zisului Brent. Doar o singură creatură poate lăsa o astfel de urmă, și anume Bestia Tango. Deci Scoțianul pornește cu așa-zisul Brent în căutarea bestiei Tango. Aceasta iese dintr-o peșteră mugind înfricoșător, dar Scoțianul îi vine de hac cu un pumn, după care o iscodește. Bestia Tango îl recunoaște pe Jack și îi arată Scoțianului pe unde a luat-o acesta după lupta pe care o avuseseră.
Scoțianul găsește pe drum urme de sandale și prinde curaj. Apoi cei doi ajung la un port care se anunță a fii o cloacă a tâlharilor de toate spețele. Scoțianul întreabă în stânga și în dreapta, sperând ca cineva să-l recunoască pe Jack și intră iar în bucluc într-o cârciumă. După ce aruncă în aer și cârciuma, se trezește în fața unui bătrânel viclean, care vrea să-i spună o poveste, și anume Poemul Bătrânului Marinar (aluzie fățișă la poemul omonim al lui Coleridge). Povestitorul îl recunoaște și pe Jack, căruia la prima întâlnire îi plăcuse povestea și care căuta o barcă pentru o călătorie undeva departe.
Scoțianul și așa-zisul Brent merg deci la administrația portului, unde un funcționar le arată pe hartă Regatul oamenilor-pești. Nu departe spre nord, Scoțianul vede că se află Marele Necunoscut și trage concluzia că acolo se dusese Jack, deși funcționarul îl averizează că nimeni nu se întorsese vreodată de acolo. Cei doi tocmesc un echipaj și o corabie și ies în larg.